# Mérindol-les-Oliviers
Mérindol-les-Oliviers ist eine französische Gemeinde im Arrondissement Nyons, Département Drôme, in der Région Auvergne-Rhône-Alpes. 

## Geographie
Die Gemeinde grenzt im Südosten an die Eyguemarse, einem Nebenfluss der Ouvèze. Die Gemeinde liegt neun Kilometer von Vaison-la-Romaine entfernt.

## Geschichte
Die Kirche wurde 1120 und 1170 erstmals erwähnt. Später spielte die Gemeinde während des Hundertjährigen Krieges und der Französischen Revolution eine wichtige Rolle.
1793 hatte die Gemeinde noch 447 Einwohner, seitdem ist die Einwohnerzahl auf 216 Einwohner gesunken.

### Bevölkerungsentwicklung
| Jahr                       | 1962 | 1968 | 1975 | 1982 | 1990 | 1999 | 2005 | 2016 |
| Einwohner                  | 201  | 201  | 200  | 171  | 201  | 201  | 196  | 229  |
| Quellen: Cassini und INSEE |      |      |      |      |      |      |      |      |

## Sehenswürdigkeiten

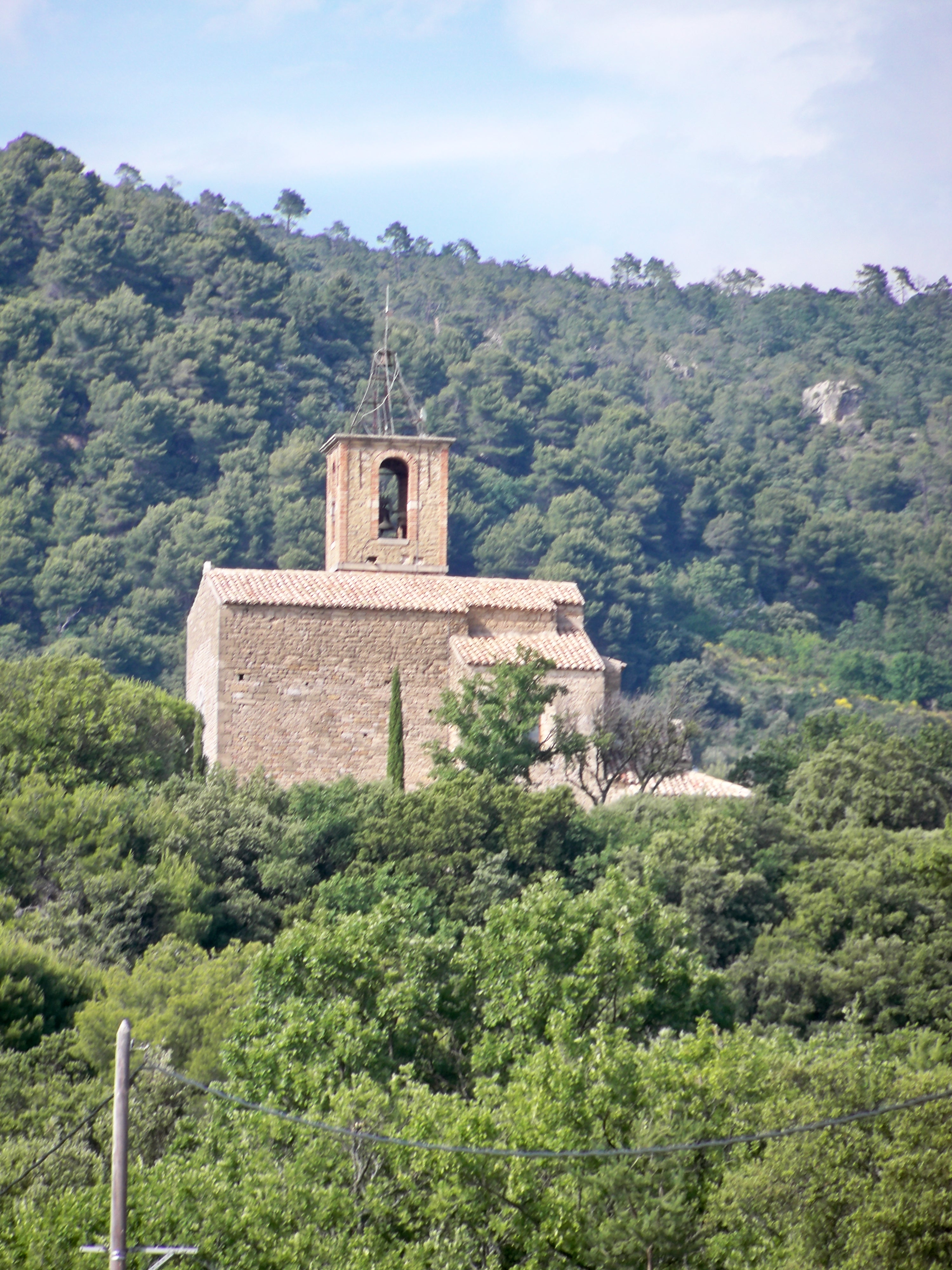
Kirche Notre-Dame-de-Porporières

Ortsbildprägend ist die aus dem 12. Jahrhundert stammende Kirche, die seit 2005 unter Denkmalschutz steht.